# Chuyến tàu mang tên dục vọng (kịch)
Chuyến tàu mang tên dục vọng (tên gốc tiếng Anh: A Streetcar Named Desire) là một vở kịch của Tennessee Williams được công diễn lần đầu tiên năm 1947. Vở kịch này đã đem lại cho Tennessee Williams giải Pulitzer năm 1948. Tennessee Williams còn đoạt giải thưởng này một lần nữa vào năm 1955 với Con mèo trên mái nhà nóng bỏng (Cat on a Hot Tin Roof).
Năm 1951, đạo diễn Elia Kazan đã quay bộ phim Chuyến tàu mang tên dục vọng với hai diễn viên chính Vivien Leigh trong vai Blanche DuBois và Marlon Brando trong vai Stanley Kowalski. Nhiều nhà phê bình chú ý nhiều điểm tương đồng của vở kịch với tác phẩm Blue Jasmine (2013) của đạo diễn Woody Allen và gọi đây là một phiên bản chuyển thể điện ảnh đương đại.
Ngoài ra còn có vở opera Chuyến tàu mang tên dục vọng của André Prévin năm 1995.

## Dàn diễn viên gốc
- Jessica Tandy vai Blanche DuBois
- Karl Malden vai Harold "Mitch" Mitchell
- Marlon Brando vai Stanley Kowalski
- Kim Hunter vai Stella Kowalski
- Rudy Bond vai Steve Hubbell
- Nick Dennis vai Pablo Gonzales
- Peg Hillias vai Eunice Hubbell
- Vito Christi vai Young Collector
- Richard Garrick vai A Strange Man
- Ann Dere vai A Strange Woman
- Gee Gee James vai Negro Woman
- Edna Thomas vai Mexican Woman

## Giải thưởng và đề cử
Giải thưởng
- 1948 New York Drama Critics' Circle Best Play
- 1948 Tony Award for Best Actress in a Play – Jessica Tandy
- 1948 Pulitzer Prize for Drama
- 1992 Theater World Award for Best Actress in a Play – Jessica Lange
- 2010 Olivier Award for Best Actress in a Play – Rachel Weisz
- 2010 Olivier Award for Best Supporting Actress in a Play - Ruth Wilson

Đề cử
- 1988 Tony Award for Best Revival of a Play
- 1988 Tony Award for Best Actress in a Play – Frances McDormand
- 1988 Tony Award for Best Actress in a Play – Blythe Danner
- 1992 Tony Award for Best Actor in a Play – Alec Baldwin
- 2005 Tony Award for Best Featured Actress in a Play – Amy Ryan
- 2005 Tony Award for Best Costume Design of a Play
- 2005 Tony Award for Best Lighting Design of a Play
- 2010 Olivier Award for Best Revival of a Play
- 2015 Olivier Award for Best Revival of a Play
- 2015 Olivier Award for Best Actress in a Play – Gillian Anderson